# Mahadżdża
Mahadżdża (arab. محجة) – miasto w Syrii, w muhafazie Dara. W 2004 roku liczyło 9982 mieszkańców.